# Abu Hakfa
Abu Hakfa (arab. أبو حكفة) – wieś w Syrii, w muhafazie Hama. W 2004 roku liczyła 250 mieszkańców.